# Enrico Guerriera
Enrico Guerriera (Tunisi, 1912 – Monte Mare, 11 maggio 1944) è stato un militare italiano, Medaglia d'Oro al Valor Militare alla memoria.

## Biografia
Tenente di artiglieria, passa nel 1940 nei paracadutisti della divisione "Nembo", dopo l'8 settembre, diventa comandante di una batteria del Battaglione alpini "Piemonte".
Durante la battaglia delle Mainarde sul Monte Mare, cade per dare soccorso ad un reparto di bersaglieri del 3º Reggimento Bersaglieri.